# Mehmet Ekici
Mehmet Ekici (ur. 25 marca 1990 w Monachium) – turecki piłkarz pochodzenia niemieckiego występujący na pozycji pomocnika w tureckim klubie Fenerbahçe SK.

## Kariera klubowa
Ekici urodził się w RFN w rodzinie pochodzenia tureckiego. Treningi rozpoczynał w klubie SpVgg Unterhaching. W 1997 roku przeszedł do juniorów Bayernu Monachium. W 2007 roku został włączony do jego rezerw występujących najpierw w Regionallidze Süd, a potem w 3. Lidze. Spędził w nich 3 lata.
W 2010 roku został wypożyczony do zespołu 1. FC Nürnberg z Bundesligi. Zadebiutował w niej 21 sierpnia 2010 roku w zremisowanym 1:1 pojedynku z Borussią Mönchengladbach. 16 października 2010 roku w przegranym 2:3 spotkaniu z FC St. Pauli strzelił pierwszego gola w Bundeslidze.
W 2014 roku Ekici przeszedł do Trabzonsporu.

## Kariera reprezentacyjna
Ekici jest byłym reprezentantem Niemiec U-17, U-18, U-19, U-20 oraz U-21.
W 2010 roku zdecydował się na grę w reprezentacji Turcji. Zadebiutował w niej 17 listopada 2010 roku w przegranym 0:1 towarzyskim meczu z Holandią.